# زنابق الماء (سلسلة مونيه)
زنابق الماء (أو Nymphéas ، بالفرنسية: [nɛ̃.fe.a]) هي سلسلة من حوالي 250 لوحة زيتية للفنان الانطباعي الفرنسي كلود مونيه (1840-1926). تصور اللوحات حديقة الزهور الخاصة به في منزله في جيفرني، وكانت المحور الرئيسي لإنتاجه الفني خلال الثلاثين عامًا الأخيرة من حياته. تم رسم العديد من الأعمال بينما كان مونيه يعاني من إعتام عدسة العين.